# Leong Yoon Pin
Leong Yoon Pin est un compositeur, chef d'orchestre et professeur de musique singapourien, né le 5 août 1931 à Singapour et mort le 13 avril 2011 à Singapour.

## Biographie
Leong Yoon Pin commence des leçons de violon avec son oncle à l'âge de dix-sept ans. Deux ans plus tard, il commence à jouer du piano et à partir de 1951, il reçoit une éducation musicale régulière à l'école primaire. À partir de 1952, il chante dans deux chorales. En 1954, il peut étudier, grâce à une bourse de la Singapore Music Society, le basson avec Fred Krempl, et le piano avec Noreen Strokes. 
À partir de 1955, il étudie pendant trois ans à la Guildhall School of Music de Londres. En 1958, il enseigne au Teacher's Training College de Singapour et est le fondateur de la Metro Philharmonic Society. En 1967, il étudie pour une autre année, avec Nadia Boulanger, à Paris. Il devient ensuite chef d'orchestre de l' Orchestre National de Singapour. En 1971, l'Institut d'Education de Singapour l'appelle à la tête du département de musique. À partir de 1975, il étudie à nouveau au Royaume-Uni, à l'Université de Newcastle upon Tyne. 
Il fait alors des études en pédagogie musicale. En 1982, il devient président du Singapore Composer's Circle et reçoit également la médaille culturelle de Singapour. Il est ensuite conseiller artistique du Conseil National des Arts et conseiller artistique de l'Université technologique de Nanyang, de l'Académie des Beaux-Arts de Nanyang et de l'École de Pratique des Arts du Spectacle. Il est le premier compositeur en résidence du Singapore Symphony Orchestra.
Il a eu de nombreux élèves, dont le compositeur singapourien Tan Chan Boon.

## Œuvre musicale
- Piano Concerto, 2007.
- Choral Symphony.
- Concerto for Harmonica:
  - Larghetto;
  - Largo Tranquillo;
  - Vivace.
- Jubilation.
- Greeting Card: Feasting in the Woods.
- Symphonie numéro 1.
- Symphonie numéro 2.
- Giocoso Largamente from Second Symphony, 1979.
- Bunga Mawar ("The Rose"), opéra en 2 actes, livret par Edwin Thumboo, 1997.
- Frogs in the Rain, 2004.
- Sunset, 2005.
- Dragon Dance.
- Happy Clouds.
- Huai Hua (When Will The Flower Blossom).
- New daughter.
- Nightmare, texte par Angeline Yap.
- San ge mei er San.